# Pierre Fourier
Pierre Fourier (Mirecourt, Ducat de Lorena, 30 de novembre de 1565 - Gray, Franc Comtat, llavors de la Corona Espanyola, 9 de desembre de 1640) fou un sacerdot i canonge, reformadors dels canonges regulars de Sant Agustí al ducat de la Lorena i fundador de les Canongesses de Sant Agustí de la Congregació de la Mare de Déu. És venerat com a sant per l'Església catòlica.

## Biografia
Pierre Fourier va néixer a un poblet dels Vosges en una família acomodada de mercaders de teixits. Va estudiar, entre 1578 i 1585 al col·legi dels jesuïtes de Pont-à-Mousson, on fou condeixeble de Didier de La Cour (fundador de la Congregació dels Sants Vitó i Hidulf) i Servais de Lairuels (reformador dels Canonges Regulars Premonstratencs). En acabar la formació, entrà com a novici a l'abadia de canonges regulars de Chaumousey i hi feu la professió solemne en 1586, essent ordenat sacerdot a Trèveris el 29 de febrer de 1589. Tornà a Pont-à-Mousson a fer estudis de teologia més aprofondits.

### Tasca com a rector i educador
Amb vocació parroquial, anà com a rector al poble de Mattaincourt, on fou de l'1 de juny del 1597 al 1632. Va escollir la que seria la mestra de l'escola parroquial, Alix Le Clerc, amb la qual després, en 1628, fundaria la congregació de les Canongesses de Sant Agustí de la Congregació de la Mare de Déu, dedicada a l'ensenyament gratuït a les joves, que aviat es difongué per tot França; la primera escola començà a funcionar en 1598. Se li atribueix la invenció de la pissarra per a les aules. Fundà al poble, on la població, quan va arribar, amb prou feines practicava el cristianisme, una confraria del rosari i dues més dedicades a la Mare de Déu i Sant Sebastià, i va recuperar l'ús del cant gregorià als oficis.
Home de gran pietat, va preocupar-se pel benestar dels necessitats. Per evitar que els artesans haguessin de demanar préstecs amb interessos massa alts, va crear una caixa d'estalvis mútua, anomenada Borsa Saint-Epvre. També ideà un sistema d'ajudes mútues entre els vilatans, consistent en la recollida de menjar per part de cinc o sis laics i la seva distribució entre els necessitats, a més de donar-los diàriament una sopa.

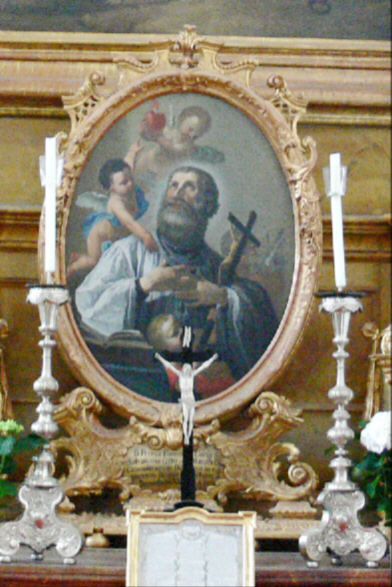
Pintura a Diessen am Amersee (Alemanya)
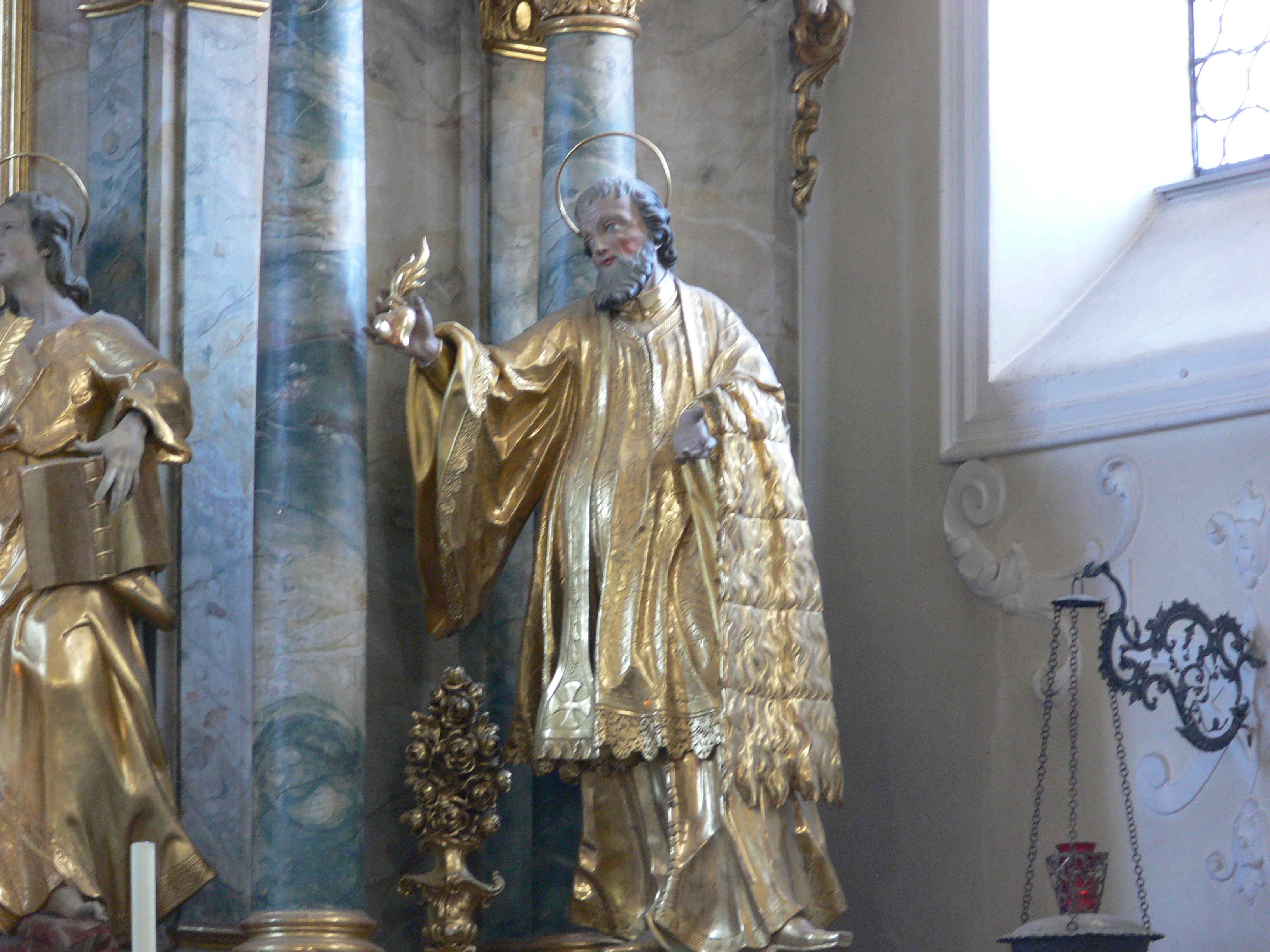
Escultura de Matthias Faller, 1744–1745 (St. Märgen im Schwarzwald)
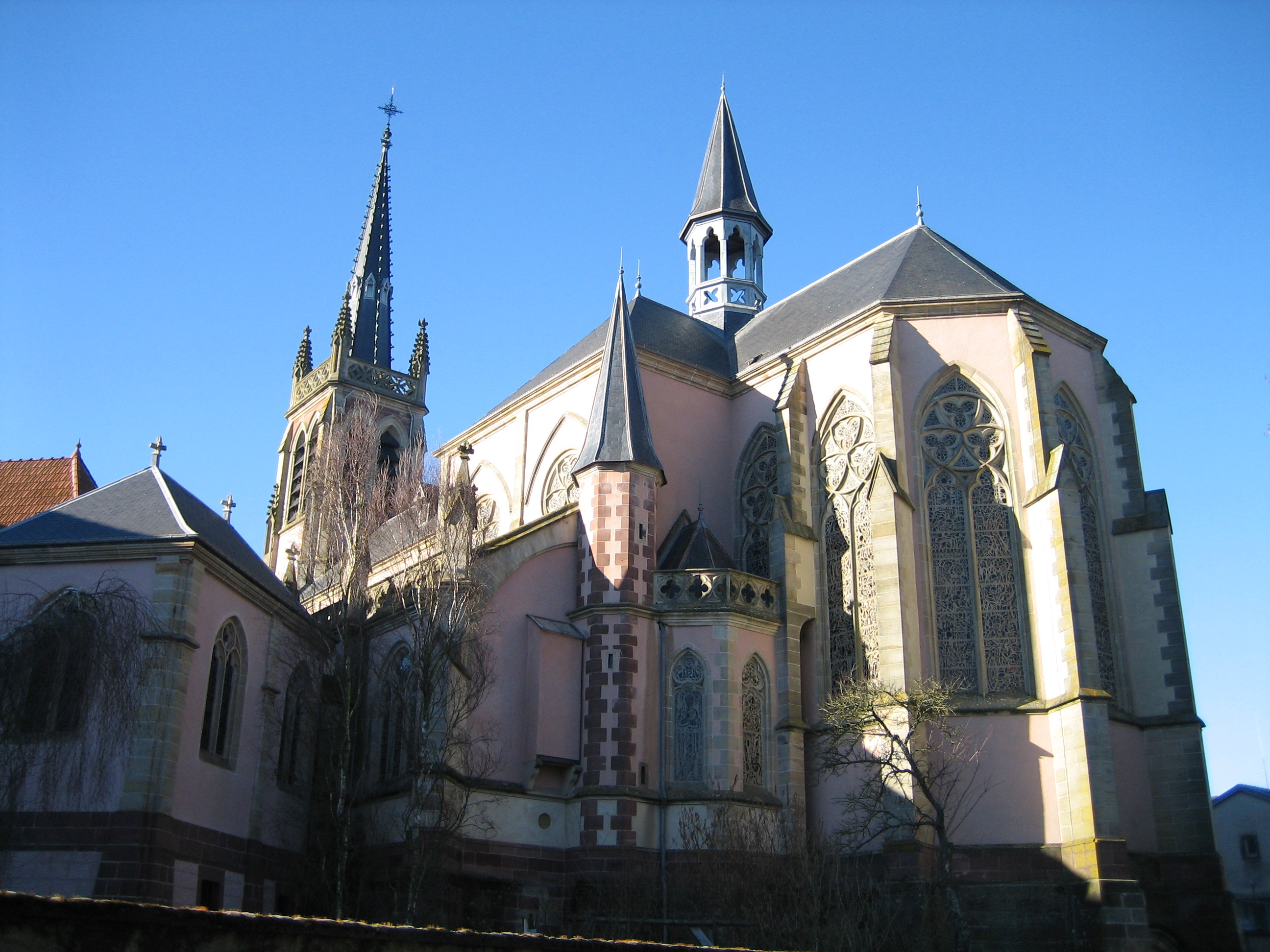
Basílica de Mattaincourt, amb la tomba del sant

En aquella època, el rector d'un poble també havia de desenvolupar algunes funcions civils al municipi. Així, un cop l'any presidia l'assamble on s'escollien el mestre de l'escola, el gestor dels béns de l'església i el lloctinent de justícia. A més, havia d'impartir justícia en casos senzills, quan la suma reclamada no pujava de 10 sous.

### Tasca com a reformador
El duc Carles III de Lorena havia començat en 1595 la reforma dels ordes religiosos al ducat, quan els antics companys de Fourier, La Cour i Lairuels, van reformar els benedictins i els premonstratencs. El bisbe de Toul, Jean des Porcelets de Maillane, va triar Fourier per a dirigir la reforma dels Canonges Regulars de Sant Agustí. Fourier va reunir les comunitats loreneses en una nova congregació, la Congregació del Nostre Salvador, aprovada per Urbà VIII en 1628, i establí un noviciat a Lunéville.

### Exili
Quan Lluís XIII de França i el cardenal Richelieu van annexar el ducat de Lorena durant la Guerra dels Trenta Anys, Fourier es mantingué fidel al seu sobirà, Carles IV de Lorena, i fou expulsat en 1636, refugiant-se llavors a Gray (Franc Comtat, llavors possessió de la corona espanyola). Hi trobà una petita habitació (2,90 x 2,70 x 2,40 m) en una torre antiga i hi continuà essent partidari de la independència de Lorena i fidel a la família ducal. Hi morí quatre anys més tard, als 75 anys.

## Veneració
Molt popular en les congregacions que havia fundat, aquestes en van promoure la causa de beatificació. Pel seu patriotisme, també era popular a la Lorena. Climent XII el beatificà el 29 de gener de 1730 i Lleó XIII el canonitzà el 27 de maig del 1897.